# Smile from the Streets You Hold
Smile from the Streets You Hold – drugą solową płytą Johna Frusciante, gitarzysty zespołu Red Hot Chili Peppers. Album nagrany w 1997 miał głównie zapewnić mu pieniądze na narkotyki, od których był wtedy uzależniony. Nagranie zostało jednak wycofane ze sklepów (większość wykupił sam Frusciante, uważając swój album za "niepasujący" na półki). Gitarzysta obiecał jednak pewnego dnia ponownie go wydać. Album został nagrany w stylu poprzedniego albumu (Niandra Lades and Usually Just a T-Shirt) - nagrania w niskiej jakości, z modyfikowanymi elektronicznie brzmieniami gitar i wokalem. Niektórzy przypuszczają, że Frusciante cierpiał wtedy na schizofrenię, wywołaną długotrwałym uzależnieniem od narkotyków.

## Lista utworów
1. "Enter a Uh" – 8:06
2. "The Other" – 1:34
3. "Life's a Bath" – 1:18
4. "A Fall Thru the Ground" – 2:24
5. "Poppy Man" – 1:21
6. "I May Again Know John" – 8:48
7. "I'm Always" – 2:33
8. "Nigger Song" – 1:25
9. "Femininity" – 2:35
10. "Breathe" – 6:21
11. "More" – 2:07
12. "For Air" – 3:55
13. "Height Down" – 4:00
14. "Well, I've Been" – 3:06
15. "Smile from the Streets You Hold" – 5:09
16. "I Can't See Until I See Your Eyes" – 1:30
17. "Estress" – 2:17